# Organorodiumchemie

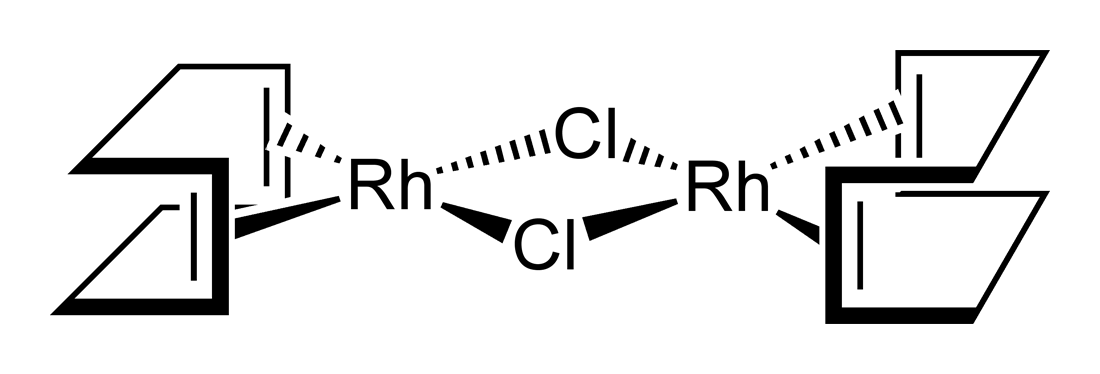
Cyclooctadieenrodiumchloride dimeer

In de organorodiumchemie worden verbindingen bestudeerd waarin een directe binding aanwezig is tussen koolstof en rodium. Omdat rodium een metaal is, vormt de organorodiumchemie een subdiscipline van de organometaalchemie. Zowel de synthese, reacties als toepassingen van deze verbindingen vormen onderwerp van studie voor deze tak van de organische chemie. Organorodiumverbindingen worden veel toegepast als katalysator in de organische synthese.
De chemie van de organorodiumverbindingen vertoont veel overeenkomst met die van de overeenkomstige iridiumverbindingen. Iridium staat immers in dezelfde groep van het periodiek systeem. Van rodium zijn de oxidatiegetallen +IV tot -III bekend; de waarden +I en +III komen het meest voor. Rodium(I)verbindingen (d8-configuratie) kunnen zowel in de vlakke vierkante als de trigonale bipyramidale structuur voorkomen. In de organorodiumchemie zijn ook een aantal verbindingen bekend waarin een directe binding tussen twee rodiumatomen optreedt. Tetrarodiumdodecacarbonyl (Rh4(CO)10) en hexadecacarbonylhexarodium (Rh6(CO)16) zijn belangrijke voorbeelden in deze groep verbindingen. De hexarodiumverbinding wordt minder toegepast vanwege de slechte oplosbaarheid. Beide verbindingen wordt als katalysator toegepast in de hydroformyleringen van alkenen. Vaak worden dan ook fosfineliganden toegepast:
{\displaystyle \mathrm {RHC=CH_{2}\ +\ CO\ +\ H_{2}\ {\xrightarrow {Rh_{4}(CO)_{10}/PPh_{3}}}\ \ RCH_{2}CH_{2}CHO} }
De reductie van nitrobenzeen is een ander voorbeeld van toepassing voor deze verbindingen:
{\displaystyle \mathrm {PhNO_{2}\ +\ C_{6}H_{6}\ +\ 3\ CO\ {\xrightarrow {Rh_{6}(CO)_{16}}}\ \ PhNHCOPh\ +\ 2\ CO_{2}} }
Het dimeer van cyclooctadieenrodiumchloride is onderzocht op zijn mogelijkheden voor C-H-activering. Sandwichverbindingen van rodium, rhodoceen, en half-sandwichverbindingen als [(η5-Cp)Rh(CO)2] zijn ook beschreven.

## Katalysatoren op basis van organorodiumverbindingen
Onderstaande tabel geeft enige voorbeelden van katalysatoren op basis van organorodiumverbindingen:
| Naam                                                                          | Brutoformule    | CAS-nummer |
| ----------------------------------------------------------------------------- | --------------- | ---------- |
| (acetylacetonato)dicarbonylrodium(I)                                          | Rh(CO)2(C5H7O2) | 14874-82-9 |
| bicyclo[2.2.1]hepta-2,5-dieen-rodium(I)chloride-dimeer                        | C14H16Cl2Rh2    | 12257-42-0 |
| chloor(1,5-cyclooctadieen)rodium(I)-dimeer                                    | C16H24Cl2Rh2    | 12092-47-6 |
| (acetylacetonato)(norbornadieen)rodium(I)                                     | C12H15O22Rh     | 32354-50-0 |
| chloor(1,5-hexadieen)rodium(I)-dimeer                                         | C12H24Rh2Cl2    | 32965-49-4 |
| acetylacetonatobis(ethyleen)rodium(I)                                         | C9H15O2Rh       | 12082-47-2 |
| [1,4-bis(difenylfosfino)butaan](1,5-cyclooctadieen)rodium(I)tetrafluoroboraat | C36H40BF4P2Rh   | 79255-71-3 |

## Cyclometallatie
Verbindingen waarin rodium in een ring is opgenomen, cyclometallaverbindingen, vormen een belangrijke groep verbindingen binnen de organorodiumchemie. In het algemeen is deze groep verbindingen goed beschreven, met uitzondering van de azoverbindingen. Een voorbeeld, toch, van deze laatste groep is het hexagecoördineerde rodium(III)thiolato complex trans-[Rh(C∧N∧S)Cl(PPh3)2].

## Navigatie
Navigatie Koolstof-elementbinding